# Конышёвка

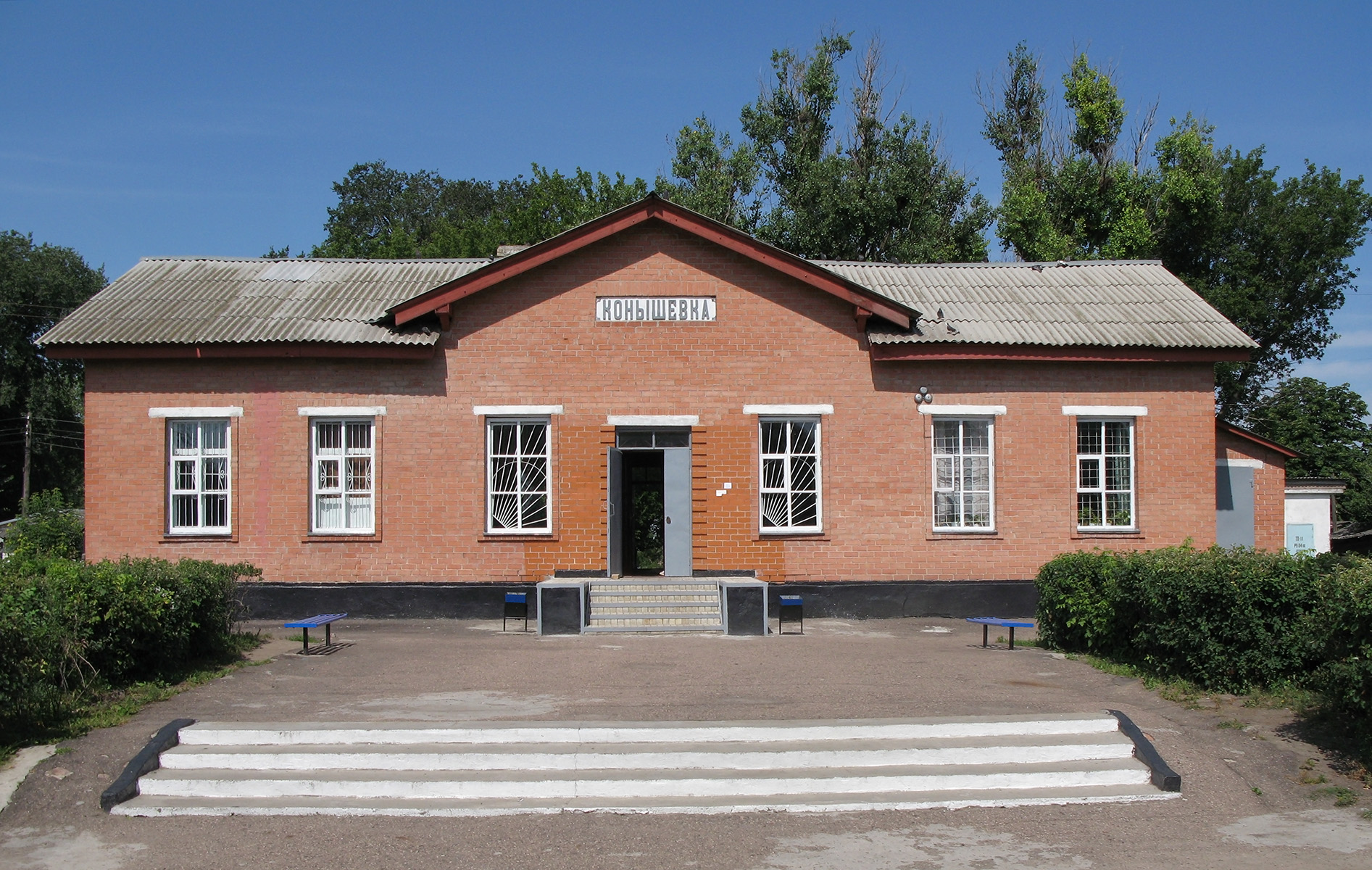
Вокзал станции Конышёвка

Конышёвка — посёлок городского типа в Курской области России, административный центр Конышёвского района.
Образует одноимённое муниципальное образование посёлок Конышёвка со статусом городского поселения как единственный населённый пункт в его составе.
Население — 3599 жителей (2021 год).
Одноимённая железнодорожная станция на линии Орёл — Льгов, в 108 км к северо-западу от Курска.

## История
В XVII—XVIII веках Конышёвка входила в состав Свапского стана Рыльского уезда. Уже в начале XVIII века здесь действовал православный храм. С 1779 года в составе Льговского уезда Курского наместничества (1779—1796) и Курской губернии (1802—1928). 
По данным 9-й ревизии 1850 года крестьянами села Конышёвки владели: Анна Беленихина (80 душ мужского пола), Антон Филиппович Векрот (38 д.м.п.), Владимир Ширков (147 д.м.п.). В 1861—1923 годах село было административным центром Конышёвской волости Льговского уезда Курской губернии. В 1862 году в бывшем частично казённом, частично владельческом селе Конышёвка было 100 дворов, проживало 954 человека (467 мужского пола и 487 женского), действовал православный храм, освящённый в честь Иоанна Рыльского. К приходу храма, помимо жителей Конышёвки, было приписано население соседних деревень Сосонки и Дремово-Черемошки. В 1877 году в селе было 120 дворов, проживало 906 человек, действовала школа, 2 торговые лавки, ежегодно проводились 3 ярмарки.
В 1891 году через Конышёвку прошла железная дорога на Льгов.
В 1897 году в селе проживало 1053 человека (523 мужского пола и 530 женского). 1051 житель Конышёвки в то время исповедовал православие.
Статус посёлка городского типа — с 1968 года. В 1975 году северо-западная часть Конышёвки была передана в состав деревни Прилепы.

## Население
| 1939  | 1959  | 1970  | 1979  | 1989  | 2002  | 2009  | 2010  | 2012  |
| ----- | ----- | ----- | ----- | ----- | ----- | ----- | ----- | ----- |
| 1079  | ↗1701 | ↗3660 | ↘3389 | ↗4324 | ↘4132 | ↘3678 | ↗3748 | ↘3628 |
| 2013  | 2014  | 2015  | 2016  | 2017  | 2018  | 2019  | 2020  | 2021  |
| ↘3567 | ↘3521 | ↘3473 | ↘3461 | ↗3478 | ↘3444 | ↘3423 | →3423 | ↗3599 |

Национальный состав
По итогам переписи населения 2020 года проживали следующие национальности (национальности менее 0,1 % и другое, см. в сноске к строке «Другие»):
| Национальность | Численность, чел. | Доля     |
| -------------- | ----------------- | -------- |
| Русские        | 3411              | 94,78 %  |
| Езиды          | 68                | 1,89 %   |
| Украинцы       | 14                | 0,39 %   |
| Таджики        | 6                 | 0,17 %   |
| Другие         | 100               | 2,77 %   |
| Итого          | 3599              | 100,00 % |

## Известные уроженцы, жители
Батюнин  (род. 1932) — советский военачальник, генерал-майор войск ПВО.

## Экономика
В посёлке действуют следующие предприятия: элеватор и комбикормовый завод. Действует пожарная часть и пункт полиции.

## Транспорт

### Автобусное сообщение
Курск-Курчатов-Льгов-Конышевка
Льгов-Конышевка

### Железнодорожное сообщение
Арбузово-Льгов
Курск-Михайловский рудник
Поселок доступен автобусным и железнодорожным сообщением.На территории поселка расположена автостанция Конышевка и железнодорожная станция Конышевка на линии Арбузово-Льгов.

## Культура
Работают краеведческий музей, районная библиотека, детская школа искусств. Выпускается газета «Трибуна».

## Достопримечательности
- Скульптура на братской могиле воинов 183 Советской армии, погибших в феврале 1943 года.
- Некоторые архитектурные памятники: здание вокзала, здание путевых казарм, дом помещика Ненарокова (XIX век), водонапорная башня (XIX век), здание аптеки (XIX век), здание РК ВКП (б) (1946—1947 годов).